# Bilhildis van Mainz

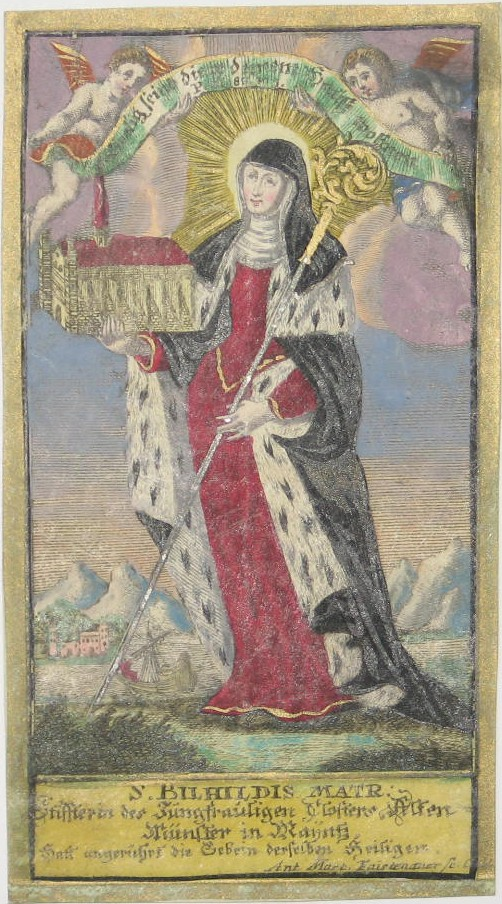
Heilige Bilhildis - afbeelding uit 1731

Bilhildis van Mainz (Veitshöchheim, ?630/655 - Mainz, 27 november ?734) (ook wel Bilhilt of Bilihildis genoemd) was een vrouw uit de Thüringse adel. Zij was de stichteres en abdis van de abdij Altmünster in Mainz. Vanaf de negende eeuw wordt ze als heilige vereerd. Over haar zijn een aantal heiligenlevens geschreven.

## Biografie
Bilhildis van Mainz werd geboren in of nabij Veitshöchheim, in het Beierse district Würzburg. Als geboorteplaats wordt ook wel het nabijgelegen Margetshöchheim genoemd. Haar familie hoorde tot de Thüringse adel. Hoogstwaarschijnlijk was Bilihildis getrouwd, maar het is niet met zekerheid bekend wie haar man was. Als weduwe stichtte ze de Benedictijner vrouwenabdij Altmünster in Mainz. Zij werd hierbij gesteund door bisschop Rigibert van Mainz, van wie ze familie was. De stichtingsakte van de abdij is gedateerd op 22 april 734. Bilhildis was zelf ook abdis van dit klooster. 
Zij stierf op 27 november, mogelijk in 734. Al sinds de negende eeuw wordt ze als heilige vereerd, in eerste instantie vooral in de omgeving van Mainz, later ook in haar geboortestreek.

## Heiligenlevens

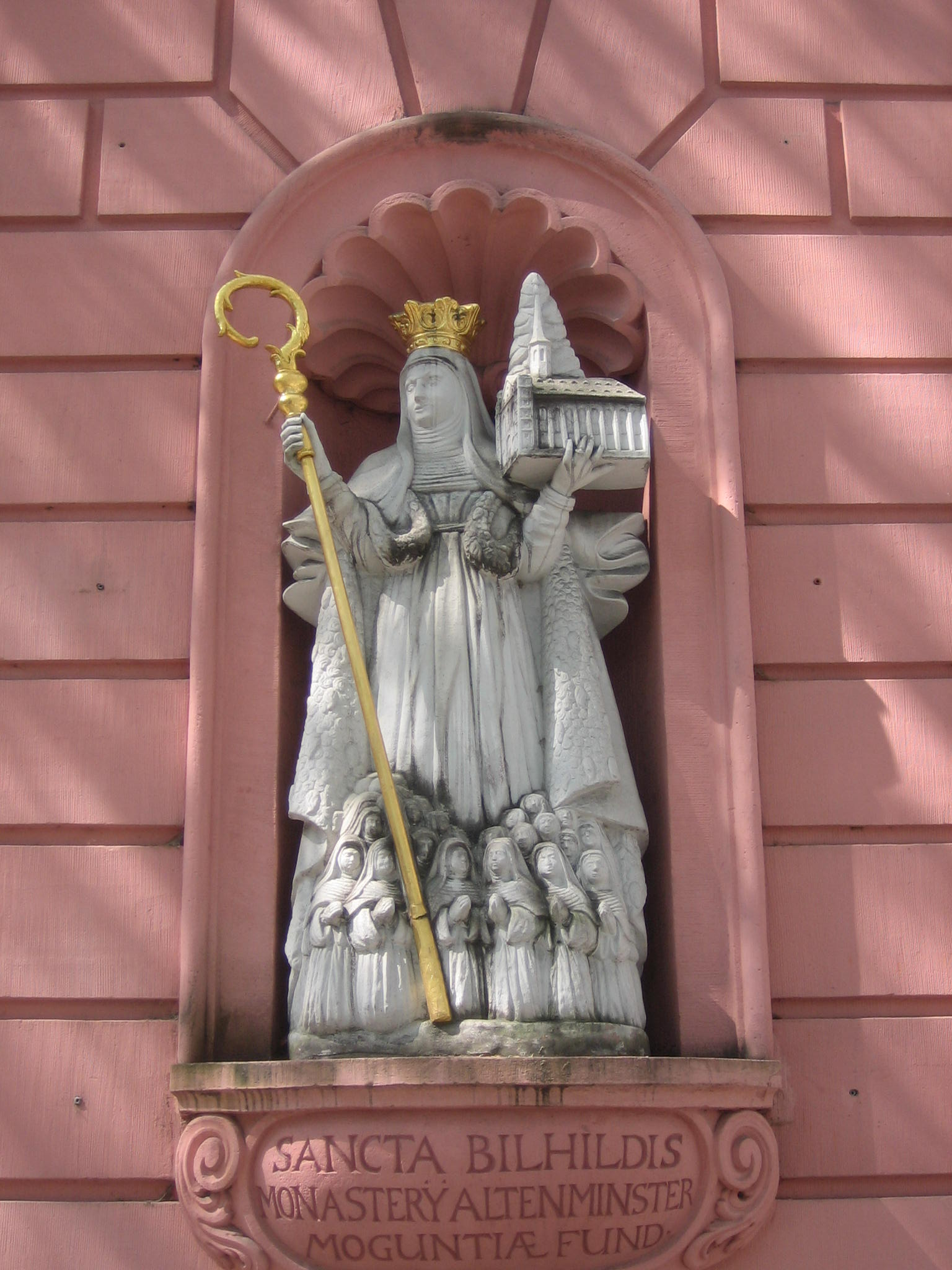
Beeld van de heilige Bilhildis in Mainz

Over het leven van Bilhildis staat weinig met zekerheid vast. Er bestaan een aantal heiligenlevens (vitae) over haar. Deze bevatten mogelijk een kern van waarheid maar zijn allemaal lang na haar dood geschreven en worden niet gezien als betrouwbare historische bronnen. 
Volgens de heiligenlevens was zij een dochter van een graaf Iberin en zijn vrouw Mathilda. Bilhildis, die als christen was opgevoed, werd op jonge leeftijd tegen haar zin uitgehuwelijkt aan de heidense vorst Hetan. Dit is mogelijk een verwijzing naar hertog Heden I of Heden II van Thüringen; er is echter geen bewijs dat een van hen ook echt met Bilhildis was getrouwd. Toen haar man op veldtocht was, vluchtte de zwangere Bilhildis per boot naar Mainz. Daar beviel ze van een zoontje, dat jong stierf. Ook na de terugkeer van haar man, die ze mogelijk bekeerde tot het christendom, bleef Bilhildis in Mainz. Na zijn dood stichtte zij daar het klooster Altmünster. Toen zij op sterven lag, droomden een aantal kloosterzusters dat abdis Bilhilidis de sacramenten doop en vormsel niet had ontvangen. Op last van bisschop Rigibert moest de hele kloostergemeenschap bidden en vasten om duidelijkheid te verkrijgen. Uiteindelijk kreeg Bilhilidis de sacramenten nog een keer. Kort daarna stierf ze.

## Verering
Bilhildis werd in de abdij Altmünster begraven. Volgens de heiligenlevens werden er ‘s nachts regelmatig sterren rondom haar graf gezien en ook zijn er wonderen aan haar toegeschreven. Mogelijk al vanaf de negende eeuw, maar zeker vanaf de tiende eeuw, wordt ze in Mainz als heilige vereerd. In haar geboortestreek Franken werd zij pas in de achttiende eeuw populair, vooral in Veitshöchheim.
In 1289 werd in de kerk van de abdij een reliekschrijn geplaatst met onder andere het hoofd van Bilhildis. In de achttiende eeuw werden haar relieken naar kerken in Veitshöchheim en Mainz verplaatst. Sinds 1945 bevinden de relieken in Mainz zich in de Dom. In Veitshöchheim is jaarlijks een processie ter ere van de heilige Bilhildis; dan wordt haar beeld door de straten gedragen.
De heilige Bilhildis is patrones van zieken en van de volwassenendoop. Zij wordt meestal afgebeeld met de kromstaf van een abdis en een model van de door haar gestichte abdij. Haar feestdag is 27 november.